# Henry Mucci
Henry Andrews Mucci (4 de marzo de 1911-20 de abril de 1997), fue un Coronel del cuerpo de Rangers del Ejército de Estados Unidos. En enero de 1945, durante la Segunda Guerra Mundial, lideró una fuerza de 128 Rangers del ejército en una misión que rescató a 522 supervivientes de la marcha de la Muerte de Bataán del campo de prisioneros de Cabanatuan a pesar de que las fuerzas japonesas los superaba en gran número.

## Primeros años
Mucci nació en Bridgeport, Connecticut, de padres que habían emigrado de Sicilia. Se matriculó en la Academia Militar de West Point en Nueva York, se graduó 246.º de 275 cadetes en su promoción en mayo de 1936. En West Point perteneció al equipo de equitación debido a que en sus primeros años creció a lado de caballos.

## Servicio militar
Mucci sobrevivió al ataque de Pearl Harbor el 7 de diciembre de 1941. En febrero de 1943 el Sexto Ejército de los EE. UU., puso Mucci a cargo de la 98.º Batallón de Artillería de Campaña, una unidad de artillería tirada por mulas de carga. Mucci anunció que el batallón estaba siendo convertido de artillería de campaña a una unidad de Rangers, redujo el tamaño del mismo de 1,000 a 500 hombres y efectuó entrenamientos en Nueva Guinea, donde se utilizan técnicas tipo comando por más de un año.
Durante la liberación de las Filipinas, el General Walter Kreuger y uno de sus principales hombres, el Coronel Horton White, le ordenaron al entonces Tte. Coronel Mucci liderar la liberación del campo de prisioneros de Cabanatuan; la misión tenía necesidades y dificultades particulares. En enero de 1945, Mucci llevó 128 del 6.º Batallón Ranger del ejército en la liberación del campamento de Cabanatuan con sólo dos hombres muertos en acción. El ataque fue apoyado por unos 250 guerrilleros filipinos (muchos de los cuales estaban desarmados), que guiaron a los Rangers a través de territorio controlado por fuerzas del Ejército Imperial Japonés y mantuvieron a raya a posibles refuerzos nipones, mientras que los Rangers americanos liberaron a los prisioneros de guerra. Mucci encomendó la estrategia del ataque al Capitán Robert Prince.
Por sus acciones en el rescate de prisioneros Mucci recibió personalmente la Cruz por Servicio Distinguido de manos del General Douglas MacArthur. Originalmente, Mucci iba a ser condecorado con la Medalla de Honor por su hazaña, este galardón se otorga por el presidente de los EE. UU., sin embargo, su estrecha amistad con MacArthur le hizo aceptar una condecoración menor porque quería tener el honor de su amigo dándole la Cruz por Servicio Distinguido.

## Posguerra
Cuando regresó a casa Mucci fue tratado como héroe nacional en su ciudad natal de Bridgeport. Se postuló para el Congreso en 1946 pero fue derrotado en las elecciones. En 1947, se casó con Marion Fountain, con quien tuvo cuatro hijos. Se convirtió en el presidente de la Lincoln-Mercury en Bridgeport, más adelante fue representante de una empresa petrolera en la India. En noviembre de 1974, la parte de la ruta 25 entre Bridgeport y Newtown fue renombrada como carretera Coronel Henry A. Mucci.
Murió a los 88 años en Melbourne, Florida, el 20 de abril de 1997, de un derrame cerebral. El derrame fue el resultado de una fractura de cadera que sufrió mientras nadaba en un fuerte en oleaje cerca de su casa. Tenía 86 años en el momento.
El rescate de Cabanatuan fue representado en la película del 2005 The Great Raid, que contó con el actor Benjamin Bratt como Mucci.